# Беатріс Ворслі
Беатріс Гелен Уорслі (англ. Beatrice Helen Worsley) — канадська комп'ютерна вчена, яка була першою жінкою-інформатиком у Канаді. Вона отримала ступінь доктора філософії у Кембриджського університеті з Морісом Вілксом, який був радником. Вона написала свою першу програму для роботи на EDSAC, була співавтором першого компілятора для Ferranti Mark 1 в Торонто, написала численні статті з інформатики та викладала інженерію в Університеті Квінз та Університеті Торонто понад 20 років до своєї смерті в 50 років.

## Раннє життя
Беатріс народилася 18 жовтня 1921 року у родині Джоела та Беатріс Марі (Трінкер). Джоел народився в 1887 році в родині робітника в Ештон-Андер-Лайн, Манчестер . Материні дідусь та бабуся заснували текстильну фабрику в Ся, Мексика, у 1850-х роках. У 1908 році Джоель і Беатріс Марі вирішують переїхали працювати на цю фабрику. У 1917 року повстанці знищили завод. Через цю ситуацію Джоел влаштувався на роботу в Ель-Сальто на заводи CIMSA групи Rio Grande, там він досягає посади генерального менеджера. 
У 1920 році Беатріс Марі народила сина, Чарльза Роберта, а наступного року вже і Беатріс Гелен. Діти навчалися вдома з міркувань безпеки. Також через це вони майже не спілкувалися із сусідами. У 1929 році Джоел перевіз сім'ю до Торонто, щоб забезпечити своїм дітям кращу освіту. Чарльз вступив до коледжу Верхньої Канади, тоді як Беатріс почала навчання в державній школі Брауна, проте в 1935 році перейшла до школи Єпископа Страчана  .
Єпископ Страхан запропонував два напрями, Беатріс вирішила записалася на складніші курси підготовки до університету. Вона досягла великого успіху, оскільки директор заявив, що вона була однією з найкращих учениць його школи. Беатріс закінчила школу в 1939 році з нагородами по математиці, природничих наук і за найвищу загальну оцінку отримала нагороду від генерал-губернатора. 

## Бакалаврат
За відмінне навчання Ворслі змогла отримати стипендію Бернсайда в галузі науки від Трініті-коледжу, що є частиною Університету Торонто, і почала навчання там з вересні 1939 року. Її високі оцінки принесли їй першу наукову стипендію Олександра Т. Фултона. 
На другому курсі Ворслі вирішує перевелася на відділення математики та фізики, здебільшого на прикладну програму, а не на теоретичну. На третьому курсі Ворслі отримала стипендію Джеймса Скотта з математики та фізики. Закінчивши у 1944 році факультет математики та фізики зі ступенем бакалавра мистецтв, вона щороку отримувала найвищу оцінку на кожному курсі. 

## Служба військового часу
Після завершенню навчання Ворслі вирішила вступити на службу в Жіночу Королівську канадську військово-морську службу, більш відому як «Крапижник». Після базової підготовки в HMCS Conestoga  в Галті (сьогодні відомий як Кембридж, Онтаріо), вона була призначена до Військово- морської дослідницької установи у Галіфаксі . Спочатку їй було доручено вивчати оборону гавані, але потім Ворслі було поручено розмагнічування та наведення торпед. 
Після закінчення Друга світова війна, Ворслі була єдиною Реном у NRE, яка вирішила залишитися на службі. У вересні 1945 року їй було надано звання лейтенанта і переведено на новий дослідницький проєкт з корозії корпусу. Протягом наступного року вона провела 150 днів у морі, багато з них на тральщику NRE класу Bangor, HMCS Quinte, тодіж вона і встановила рекорд для Wrens, який і досі закріплений за ними.  Здебільшого це відбувалося під час жахливих умов канадської атлантичної зими, що заслужило їй повагу екіпажу, виконуючи те, що вона сама називала «чоловічою роботою». Офіційно демобілізована в серпні 1946 року  .

## Аспірант MIT
Відразу після Ренсів, Ворслі була прийнята на однорічну магістерську програму з математики та фізики до Массачусетського технологічного інституту. В даному інституті серед її занять був курс з фізики твердого тіла, який тоді викладав Ласло Тіса, а також курс про підсилювачі зі зворотним зв'язком і сервомеханізми, галузь, у якій MIT був світовим лідером. 
Вона завершила свою дисертація на тему "Математичний огляд обчислювальних пристроїв з додатком щодо аналізу помилок диференціальних аналізаторів ". Її найковим керівником був Генрі Волмана, співробітника відомої Радіаційної лабораторії Массачусетського технологічного інституту. Ця стаття охоплювала майже всі обчислювальні машини, які існували в той період. Серед багатьох обговорюваних машин були Harvard Mark I і Mark II, декілька механічних і електромеханічних обчислювальних машин IBM, релейні цифрові комп'ютери Bell Labs, ENIAC, EDVAC, машина IAS, Whirlwind I і II та EDSAC . Додаток охоплює ряд систем диференціального аналізатора та розглядає їхні джерела помилок. Це залишається одним із найдокладніших описів ранніх обчислень. 

## Обчислювальний центр в Торонто
Після завершення дисертації Ворслі вирішила повернулася до Канади. Вона сказала своїй родині, що майбутнє за комп'ютерами. На жаль, у той час в Канаді не було обчислювальної індустрії, і тому вона вимушена була влаштувалася на роботу в Національну дослідницьку раду Канади (NRC), де працювала у відділі аеродинаміки. 
Протягом цього періоду Університет Торонто роздумував над тим, щоб відкрити комп'ютерного відділу як дослідницького центру в університеті та як сервісного бюро, що продавало час на машинах комерційним і урядовим користувачам. У вересні 1947 року NRC надав перші кошти на придбання двох механічних калькуляторів з перфокартами IBM і двох помічників для їх експлуатації. Коли Ворслі почула про ці події в Університеті Торонто, то приклала усі зусилля або подав заявку на посаду і працювати в них. Вона приєдналася до нового відділу в січні 1948 року  .

## Кембридж
Коли робота над аналізатором була завершена, Ворслі та Стенлі були відправлені до Великобританії, щоб дізнатися все про архітектуру EDSAC, який тоді розробляли в Кембриджській математичній лабораторії Кембриджського університету. Вони прибули, але розробка машини майже була завершену, і допомогли запустити її в роботу для першого тестового запуску 6 травня 1949 року. Першою програмою, яку успішно запустили на цій машині, була самк програма Ворслі. Вона допомогла написати програму для обчислення квадратів  , і пізніше вона зібрала цю та низку подібних програм в одну з найперших статей на цю тему, Демонстрацію EDSAC . 
Наступного місяця в Кембриджі відбулася нарада на тему обчислювальних машин, і Ворслі підготувала доповідь про програму, яка обчислює квадрати, і про нову, яка записує прості числа . У звіті містився зразок вихідних даних, а також опис коду та того, як він запускається на машині. Це було надруковано в матеріалах конференції, а роками пізніше Брайан Ренделл узяв його для своєї відомої книги 1973 року «Походження цифрових комп'ютерів» . Це зробило Ворслі відомою у сфері обчислювальної техніки. 
Пізніше Ворслі вирішила почати писати докторську роботу в коледжі Ньюнем. Під час роботи в лабораторії вона також відвідувала курси квантової фізики разом Полем Діраком, Джоном Леннард-Джонсом і Ніколасом Кеммером, теорії чисел разом Альбертом Інгамом і, мабуть, найголовніше, числового аналізу з Дугласом Гартрі . Вона почала писати свою дисертацію під керівництвом Гартрі, який за збігом обставин також керував ще одною канадкою, Шарлоттою Фішер . 

## FERUT і Transcode
Улітку 1948 року Обчислювальний центр звернувся до NRC з планами створити копію цифрового комп'ютера Mark 6 Bell Labs на основі вже існуючого. Після отримання дозволу, вони звернулися до Northern Electric, щоб отримати креслення його проєкту, але їм сказали, що ліцензійний збір буде складати 25 000 доларів США (зараз приблизно $300,000). 
Університет та NRC разом запланували амбітну програму зі створенням першокласного комп'ютера з використання NRC, Радою оборонних досліджень та промисловістю. Будівництво, відоме як UTEC, почалося в 1951 році, але швидко зіткнулося з серйозними проблемами через ненадійність систем пам'яті трубок Вільямса . Лише наприкінці того ж року система нарешті стала достатньо надійною для використання. На цьому етапі Центр звернувся до NRC за фінансуванням для завершення системи з паралельним математичним блоком. 
AECL дедалі більше засмучувалися відсутністю придатної машини, і коли вони почули, що NRC звернулися з проханням продовжити розвиток UTEC, було припушено, що кошти краще витратити на купівлю повної машини. Беннет Льюїс з AECL знав, що Ferranti побудував повну машину Ferranti Mark 1 для аналога AECL у Великій Британії, Управління з атомної енергії Сполученого Королівства, лише щоб залишити його, коли новий уряд скасував його фінансування. Це було доступно лише за 30 000 доларів (equivalent to $307,826 у 2021 році), приблизно стільки ж, скільки було потрібно для першого раунду фінансування для розширеного UTEC. 
Восени 1953 року Ворслі та Паттерсон Юм почали розробку нової комп'ютерної мови для машини, відомої як Transcode.  Це було схоже на Autocode, який розробляв Алік Ґленні з Манчестерського університету для тієї самої машини, але використовував переваги кількох нотаток дизайну Mark I, щоб створити швидшу та дещо простішу мову. Однією з головних переваг було перетворення десяткової системи в двійкову і назад, що дозволяло програмістам вводити числа в десятковій формі.

## Королевський університет
Незважаючи на вражаючі дипломи від Кембриджа, низку поважних робіт та кілька першості у галузі, Ворслі неодноразово пропускали для просування в Університеті Торонто. Лише в 1960 році її підвищили з штатного співробітника до доцента, а лише в 1964 році її підвищили до доцента фізики та інформатики. У порівнянні з іншими членами перших днів Обчислювального центру, вона отримала набагато менше визнання. 
У 1965 році Ворслі було запропонували роботу в Університеті Квінз, де вона запустила свій новий комп'ютерний центр на базі IBM 1620 . У Квінз її обов'язки зводилися більше до викладання та займали більшу частину її часу до 1971 року.  У вересні того ж року, після 20 років роботи в галузі, вона взяла відпустку на факультеті прикладної аналітика та інформатика в Університеті Ватерлоо . 8 травня 1972 року у Ватерлоо Ворслі перенесла смертельний серцевий напад. 

## Нагороди
Ворслі було посмертно нагороджено премією Канадської асоціації комп'ютерних наук за життєві досягнення в галузі комп'ютерних наук.

### Цитування
1. 1 2  Campbell S. M. Beatrice Helen Worsley: Canada's female computer pioneer // IEEE Annals of the History of Computing — IEEE, 2003. — Vol. 25, Iss. 4. — P. 51. — ISSN 1058-6180; 1934-1547 — doi:10.1109/MAHC.2003.1253890
2. 1 2  Raymond K. Beatrice Worsley — 2020.
3. 1 2 3  Математичний генеалогічний проєкт — 1997.
4. ↑  Campbell, 2003.
5. 1 2  Campbell, 2003, с. 51.
6. ↑  Campbell, 2003, с. 51—52.
7. 1 2 3  Campbell, 2003, с. 52.
8. 1 2 3  Campbell, 2003, с. 53.
9. ↑  Campbell, 2003, с. 52—53.
10. ↑  Campbell, 2003, с. 53—54.
11. 1 2  Campbell, 2003, с. 54.
12. ↑  Williams, 1994.
13. ↑  Randell, 1975, с. 395—401.
14. 1 2  Campbell, 2003, с. 55.
15. ↑  Williams, 1994, с. 7.
16. ↑  Williams, 1994, с. 8—9.
17. ↑  Williams, 1994, с. 10.
18. ↑  Campbell, 2003, с. 57.
19. ↑  Hume, J.N. Patterson; Worsley, Beatrice (1955). Transcode: A system of automatic coding for FERUT. Journal of the Association for Computing Machinery. 2 (4): 243—252. doi:10.1145/320809.320811.
20. ↑  Campbell, 2003, с. 59.
21. ↑  Campbell, 2003, с. 59—60.
22. ↑  Campbell, 2003, с. 60.
23. ↑  Awards for Lifetime Achievement in Computer Science - 2014. Canadian Association of Computer Science. Архів оригіналу за 6 листопада 2016. Процитовано 22 листопада 2022.